# Il delfino nel deserto
Il delfino nel deserto è un racconto fantastico dello scrittore giapponese Masahiko Shimada del 1988.

## Storia editoriale
Il racconto fu pubblicato, col titolo originale Sabaku no iruka, sulla rivista Shinchō nel 1988 e nel 1991 fu incluso nella raccolta Arumajiroō (アルマジロ王, "Il re armadillo"). Una selezione dei racconti di questa raccolta (Mi farò mummia, Beata adolescenza, Il discepolo e Il delfino nel deserto) è stata pubblicata in Italia nel 1995 dalla Marsilio Editori sotto il titolo Mi farò mummia, che è anche quello del racconto messo in apertura.

## Trama
Due angeli caduti dal cielo si incontrano casualmente in un karaoke bar. 
Quando gli angeli esiliati cadono sulla Terra prendono le sembianze e il linguaggio dei terrestri e si devono adattare alla loro cultura, facendo morire piano piano i ricordi e le immagini relativi alla loro precedente esistenza.
Il più giovane dei due, al suo primo giorno sulla Terra, accetta l'ospitalità del nuovo amico e insieme decidono di passare la notte a parlare, davanti a un bicchiere di champagne, delle loro storie.
Il giovane racconta di essere caduto ad una fermata del taxi e che il suo desiderio è di vivere a contatto con la musica, unico scopo per cui è caduto sulla Terra. L'altro angelo rimane sconcertato: non gli era mai capitato di sentire un angelo che per pura curiosità si infliggeva quella punizione. Gli angeli in Cielo, infatti, non parlano, cantano, non sono turbati da pensieri e vivono in piena armonia. Quando però cercano di comprendere la verità del cosmo, quell'armonia va in frantumi e si crea la confusione; la punizione per questi angeli è proprio il ritorno sulla Terra.
L'angelo più anziano racconta di essere caduto in un boschetto deserto. Aveva aspettato per qualche tempo fino a che non erano arrivati dei terrestri, dei pescatori. In seguito scopre che quella dove era atterrato era un'isola deserta e che aveva sfiorato la possibilità di trasformarsi in un animale selvatico o, con un po' di fortuna, in un delfino (la parola dolphin ha anche il significato di "messaggero degli dei", ma in giapponese iruka significa "maiale di mare"). L'angelo diventato pescatore deve assistere così alla morte dei compagni delfini e per tutti diventa Umihiko (che vuole dire vecchio come il mare). In seguito trova lavoro in una ditta di trasporti riuscendo ad arricchirsi: per lui i soldi in sé non hanno alcun valore e così, divenuto ormai ricchissimo, rinuncia alla carriera e inizia a spiegare ai terrestri come è fatto il paradiso e come sono fatti gli angeli, per questo viene definito di volta in volta prete, teologo e poeta. Non potendo più tornare in Cielo cerca in tutti i modi di portare il Paradiso in Terra.
Terminato il racconto delle reciproche esperienze, i due si mettono a dormire e cominciano a sognare. Umihiko sogna che il paradiso cada sulla Terra e che angeli e uomini si mescolino in un fiume di sabbia: al mattino il suo giovane amico lascia la casa per proseguire da solo la sua strada e diventa Dolphin Sunakawa (Sunakawa vuol dire "fiume di sabbia").

## Edizione italiana
- Shimada Masahiko, Il delfino nel deserto, in Mi farò mummia, traduzione di Maria Roberta Novielli, collana Farfalle, Venezia, Marsilio, 1995, ISBN 88-317-6264-8.